# 仙岩洞摩崖题记
仙岩洞摩崖题记位于中国浙江省衢州市衢江区樟潭街道红星村南仙岩洞内，仙岩洞又称金仙岩，坐西朝东，红砂岩质，洞口宽25米，深22.3米，高5米，其上方题有“仙岩洞天”四字，内部面积约390平方米，地平面呈葫芦形。洞壁上现存题记50余块，其中39块留有文字，29块有确切纪年，其时间跨度自唐建中年间至清光绪三年（约780-1905），以南宋绍兴年间最多，大多为当朝官员和著名文人所留，字体楷、行、草、隶、篆皆有，其中最为珍贵的是西壁刻于北宋宣和三年（1121），与朝廷官兵镇压方腊起义相关的题记，洞外为仙岩寺旧址（建筑已毁于文革）。